# Teutoburgi erdő
A teutoburgi erdő (németül Teutoburger Wald) egy alacsony erdős terület Németország Alsó-Szászország és Észak-Rajna-Vesztfália tartományainak területén, melyet az i.sz. 9-ben vívott teutoburgi csata helyszínének vélnek. A 19. századig a hegygerinc hivatalos neve Osning volt.

## Fekvése
Az Ems folyótól északra eső mintegy 100 km hosszú és 7–15 km széles északnyugat-délkeleti irányban elnyúló dombvonulat.

## Történelem

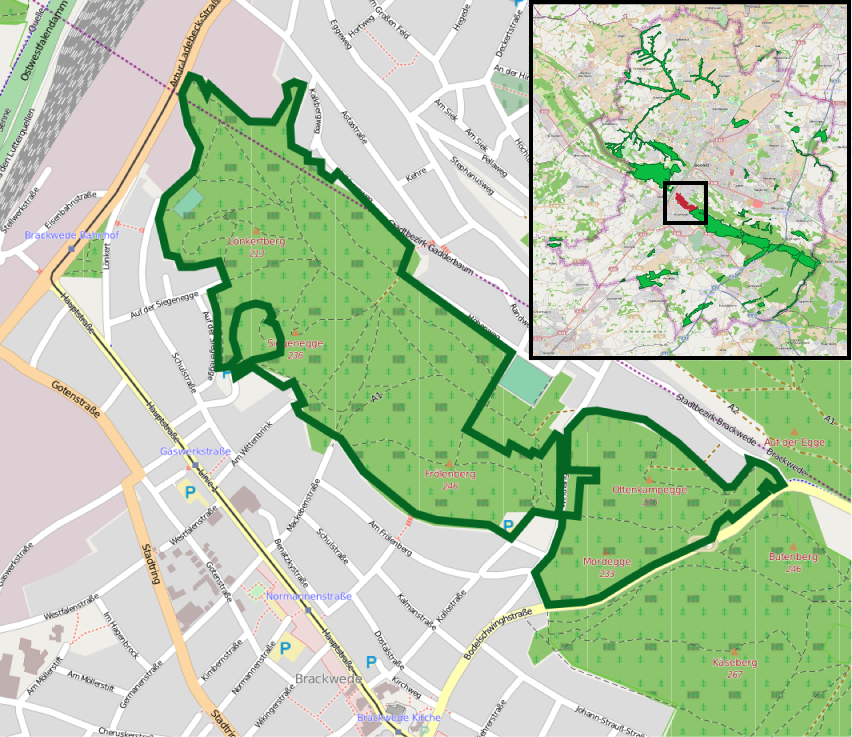

Bár a pontos helyszín vitatott, ide teszik az i.sz. 9-ben vívott teutoburgi csata helyszínét. Tacitus római történész nevezte a csata helyszínét saltus Teutoburgiensis-nek (a latin saltus szó jelentése erdős völgy), így az összecsapást magát teutoburgi csatának hívták. Napjaink feltárásai szerint a csata végső helyszínei valahol messzebb északnyugat felé Osnabrück északi részén Kalkriese körül lehetett.

## Földrajza

A Teuronburgi-erdő panorámaképe

A Teutonburgi-erdő magaslatai a vele párhuzamosan húzódó Wiehen-hegység (Wiehengbirge) dombvonulataival termékeny síkságot fognak közre, mely Detmoldtól Osnabrückig terjed.
Legmagasabb csúcsa a Velmerstot (468 m). Északnyugati irányba haladva a dombok magassága fokozatosan csökken.
2011-ben a teutoburgi erdőnek két tájvédelmi körzete van:
- TERRA.vita Nature Park, Bielefeld és Osnabrück között a terület északnyugati részén
- Teutoburg Forest / Egge Hills Nature Park, Bielefeld és a Diemel folyó között